# 国分盛廉
国分 盛廉（こくぶん もりやす、天文5年（1536年）? - 元亀元年3月18日（1570年4月23日）?）は、日本の戦国時代に陸奥国宮城郡南部にいた武士である。1567年に兄盛顕の後を継いで国分氏の当主になったが、1570年に戦死した。一系図にのみ現れ、実在しない可能性がある。
盛廉の事績について伝えるのは、江戸時代に佐久間義和が編纂した「平姓国分系図」だけである。それによれば、盛廉ははじめ六郎、後に右兵衛といい、父は国分盛氏、母は相馬定胤の女、兄に国分盛顕がいた。娘が国分盛重の妻になった。兄が病弱だったため永禄10年（1567年）3月に国分の家を継いだ。元亀元年（1570年）、伊達輝宗の臣中野宗時が主君に叛いたとき、その追討に加わり、3月18日に刈田郡宮河原で戦って死んだ。年35とあるので、計算すれば生年は天文5年になる。陽雲院春山光栄。盛廉の戦死によって一時兄の盛顕が復帰したが、天正5年（1577年）に伊達氏から伊達政重を養子に迎え、盛廉の娘と結婚させて後を継がせた。それが国分最後の当主国分盛重である。
盛顕・盛廉は他の資料に現れず、古内氏蔵の系図や『伊達治家記録』では盛氏に子がなかったために盛重が継いだとある。
天正5年12月に伊達輝宗が国分の家臣堀江掃部允にあてた書状によると、九郎（彦九郎政重）は国分の代官になっており、養子・婿入りは事実としてもその後の話である。何か系図等が伝えない事情があって、伊達氏が国分家中の伊達派と組んで事を運んだようだが、不明である。